# Эрнштрейт, Валт
Валт Эрнштрейт (латыш. Valts Ernštreits; лив. Valt Ernštreit; род. 26 мая 1974, Рига) — латвийский филолог, поэт и общественный деятель, активист ливского языкового возрождения.
Окончил отделение финно-угорской филологии Тартуского университета (2002), затем учился в аспирантуре Латвийского университета. В 2010 году защитил докторскую диссертацию «Формирование ливской письменности» (эст. Liivi kirjakeele kujunemine). С 2011 г. ведёт исследовательскую работу в Тартуском университете.
В 1994 г. основал Центр ливской культуры (лив. Līvõ Kultūr sidām) и до 1996 г. руководил им.
С 1994 по 1995 год редактор ливского журнала Õvā. Один из основателей портала Livones.
Публикует стихи, написанные на латышском и ливском языках. Книги стихов Эрнштрейта опубликованы также в переводах на эстонский (эст. Nagu lumehelbed talvel...; 2013) и английский (англ. Dark energy; 2014) языки. Составил антологию ливской поэзии.
Кавалер норвежского Ордена Заслуг (1998), эстонского Ордена Креста земли Марии IV класса (2012), финского Ордена Льва Финляндии (2013), латвийского Креста Признания V степени (2015).
С 2018 г. ― директор в том же году основанного Ливского института Латвийского университета. Секретарь Комиссии экспертов по ливскому языку.